# Commanderie de la tour d'Avance
La commanderie de la tour d'Avance est une ancienne commanderie de l'ordre de Saint-Jean de Jérusalem, implanté près de la rivière Avance, sur le territoire de la commune de Fargues-sur-Ourbise dans le département de Lot-et-Garonne, en région Nouvelle-Aquitaine.

## Histoire
La commanderie d'hospitaliers dite la Tour d'Avance est citée pour la première fois dans un compromis concernant des terres entre de commandeur de Nomdieu, Augier de Montlezun, et la noble dame Viane de  Gontaut agissant au nom du chevalier Élie de Castilhon, son mari. La commanderie a été vraisemblablement construite au début du XIIIe siècle.
Les châteaux gascons construits au XIIIe siècle sont des tours-donjons le plus souvent quadrangulaires servant à l'observation, au guet et à la garde du pays, dominant la Lande.
En 1344, la maison et l'église d'Avance sont réunies à l'hôpital de Nomdieu. En 1471, on note précepteur de Nomdieu détient la juridiction d'Avance. Un commandeur de Saint-Martin d'Avance est cité en 1477 et 1483. Le moulin de la Tour d'Avance est cité une première fois en 1481.
Devenue commanderie à la fin du XVe siècle, elle est redevenue un membre de la commanderie d'Argentens entre 1539 et 1639. 
En 1549, elle est située à la limite du parc de chasse des Albret à Durance. Antoine de Bourbon a étendu le parc de chasse jusqu'à la Tour d'Avance en conservant la propriété au commandeur. Henri de Navarre y venait souvent chasser.
On peut noter qu'en 1603 le moulin d'Avance dépend du commandeur d'Argentens. En 1627, il n'y a plus qu'un seul commandeur à la tête de Cours, Argentens et Saint-Martin d'Avance. En 1627-1628 la maison de la Tour d'Avance a été brûlée pour empêcher les voleurs de s'y retirer. En 1627, frère Joseph d'Amalric d'Esclangon, commandeur de Cours, d'Argentens et de la Tour d'Avance, a donné à fief à Pierre Duluc, avocat au parlement de Bordeaux, le moulin de Bernède.
Le chevalier Jacques de Pichon devient commandeur de Saint-Martin d'Avance. Il va passer sa vie à restaurer les droits de la commanderie qui ont été usurpés. Il doit se battre contre Pierre Duluc qui prétend que le précédent commandeur ne s'était pas limité à lui donner le moulin de Bernède mais tous les biens de la commanderie. Dans le 2e quart du XVIIe siècle, il la remet en état et y séjourne souvent. Il refait l'escalier, ferme la basse cour, réédifie la chapelle et ajoute des communs et une cave, après L. Bourrachot. C'est à lui qu'on doit l'aspect actuel du site de la Tour d'Avance. Mais le dynamisme de ce commandeur va disparaître avec lui. Les biens d'Avance sont de nouveau rattachés à la commanderie d'Argentens en 1643.
Les dernières réparations de la Tour d'Avance sont documentées en 1737.
En 1742, le domaine comprend au moins deux moulins, une grange et deux métairies. Le commandeur de la Tour d'Avance donne à ferme à un bourgeois de Pompiey les maitaires de la Tour d'Avance et Bayron, le moulin de Trilles. La tour ne sert plus alors que logement pour les fermiers et est réduite à l'état d'une maitairie.
Entre 1780 et 1790, la Tour d'Avance a été réunie à Cours, détaché de la commanderie d'Argentens pour constituer une nouvelle commanderie. 
Les biens de l'ordre de Saint-Jean de Jérusalem sont saisis à la Révolution. Les troubles de la Révolution passés, les bâtiments de la commanderie sont achetés par le comte Philippe Dijon. Par héritage ils deviennent la propriété de Mme de Virieu et sont restés dans la famille jusqu'en 2013, date où la commanderie est vendue à Christophe Grelier. Des travaux de restauration et de transformation des bâtiments ont été faits pour y ouvrir un Gîte de groupes et un lieu pour séminaires. Il est loué toute l’année.
Les façades et les toitures de la tour du donjon, ainsi que les restes de la chapelle et de l'enceinte ont été inscrits aux monuments historiques le 16 février 1967,.

## Architecture
Le donjon renforçait un angle de l'enceinte de la commanderie. C'est un bâtiment rectangulaire de quatre étages dont le dernier a dû être construit à une période plus récente. Une tour ronde placée à un angle sert d'escalier à vis pour desservir les étages. Les étages sont éclairés par des fenêtres percées à une période postérieure.
Dans un état de 1737, on trouve une description de la Tour : «  le château dit de la Tour d'Avance possède : chambre au premier étage carrelée, chambre au troisième étage , trois ouvertures de muraille bouchées, cuisine, endroit pour mettre le grain...». Le commandeur d'Argentens se réserve les deux chambres, la cuisine et la nourriture de ses chevaux pendant ses séjours.